# Tiroide (cartílag)
El cartílag tiroide és el més gran dels nou cartílags que constitueixen l'esquelet de la laringe, una estructura cartilaginosa situada més amunt de la tràquea.

## Anatomia
Està format per dues làmines que s'ajunten en la part anterior i formen la prominència laríngia anomenada popularment la nou del coll, que és molt més visible en els homes. L'angle d'aquesta prominència és més agut i robust en el sexe masculí i més arrodonit en el femení.
Dues prolongacions inferiors del cartílag tiroide, les banyes inferiors, s'articulen a través de les articulacions cricotiroïdals amb el cartílag cricoide. El moviment del cartílag en aquesta unió produeix un canvi en la tensió dels plecs vocals.
El cartílag tiroide forma la major part de la paret anterior de la laringe, i serveix per protegir els plecs vocals que estan situats directament al darrere. També serveix com a suport a la inserció de diversos músculs laringis.

## Imatges addicionals

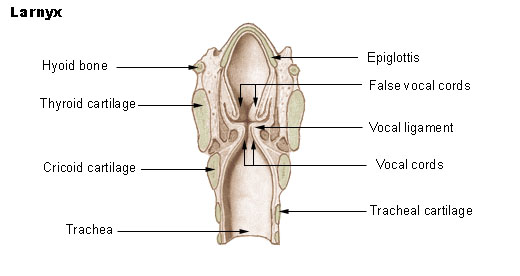
Laringe.
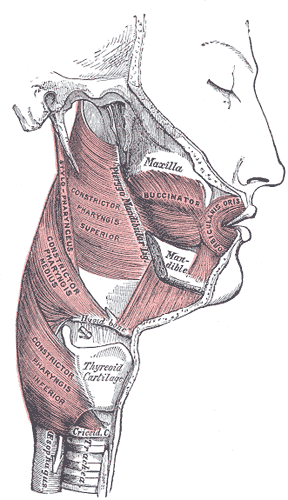
Músculs de la faringe i la galta.
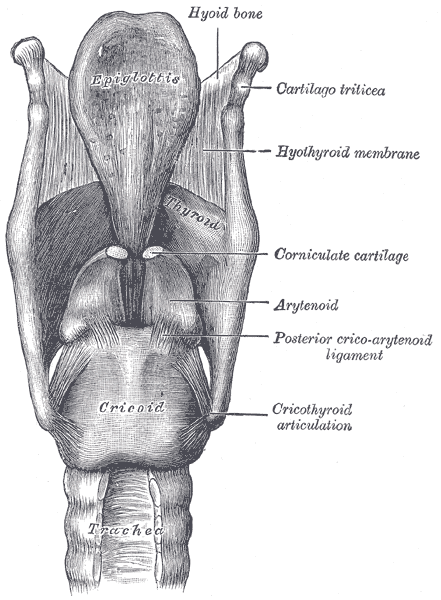
Lligaments de la laringe. Vista posterior.
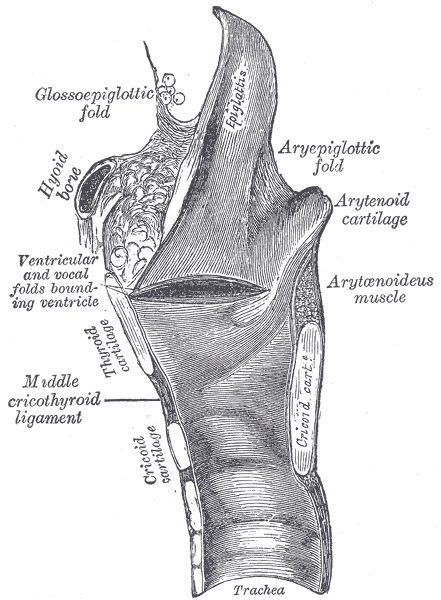
Secció sagital de la laringe i part superior de la tràquea.
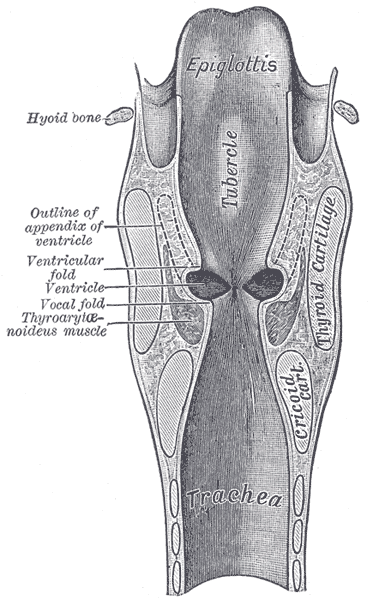
Secció coronal de la laringe i part superior de la tràquea.
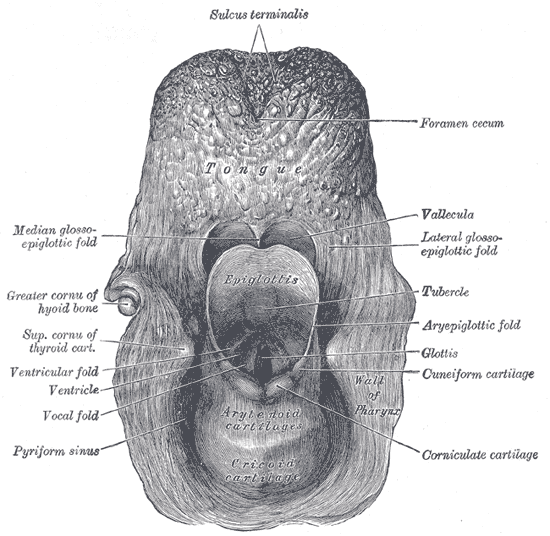
Entrada a la laringe, vista posterior.
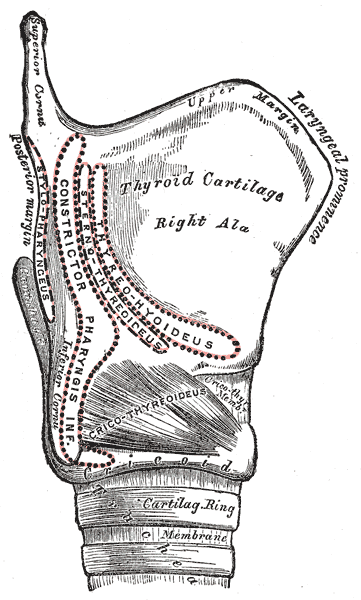
Vista lateral de la laringe, mostrant insercions musculars.
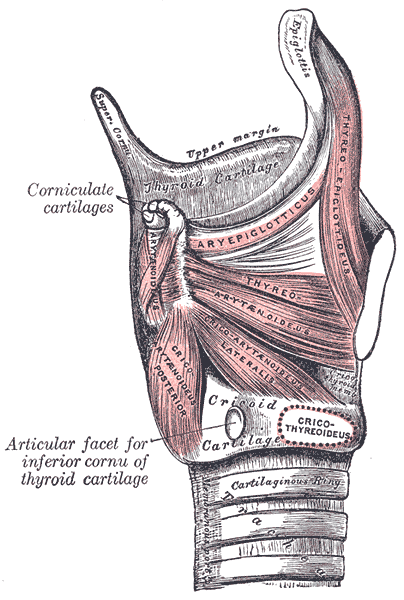
Músculs de laringe. Vista lateral sense la lamina dreta del cartíleg tiroide.
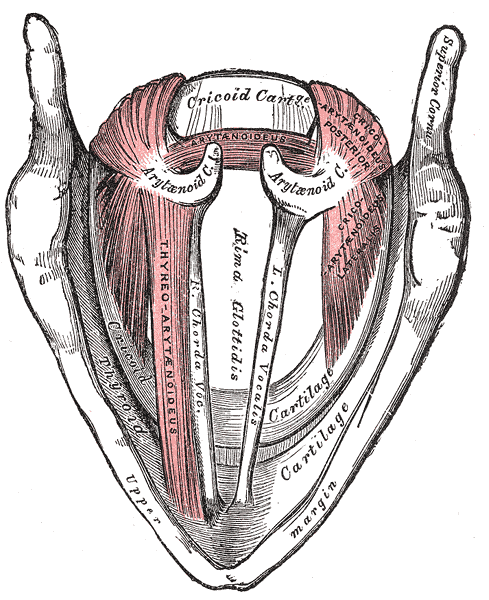
Músculs de laringe. Vista superior.
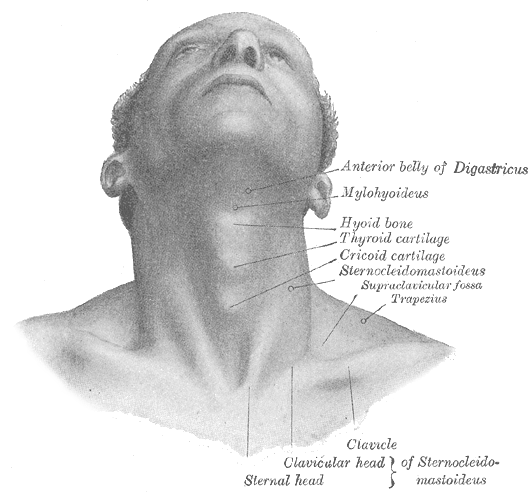
Coll. Vista anterior.
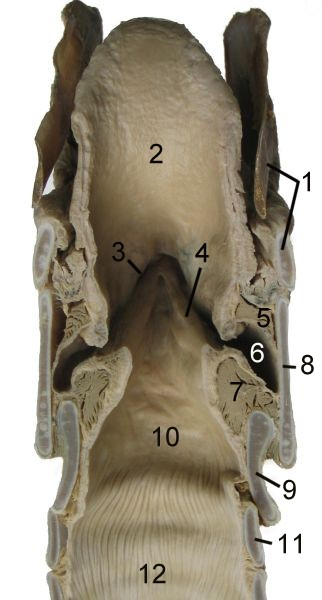
Laringe d'un cavall. Tall.

## Òrgans adjacents
Parts importants dels sistemes endocrí, muscular, vascular i nerviós entren en contacte amb la laringe.

### Sistema endocrí.
Hi ha un important òrgan del sistema endocrí rodejant la part inferior de la laringe, anomenat tiroide, un conjunt de glàndules.

### Sistema muscular.
Músculs: milohoidal, tirohioidal, escalè posterior, escalè mig, escalè anterior, levator scapulae, splenius capitis.

### Sistema vascular
Dues artèries tiroidees inferiors i dues d'inferiors irriguen les glàndules tiroides.
Dues venes tiroidees inferiors, dues mitjanes i dues d'inferiors drenen les glàndules tiroides.
Dues artèries laríngies nodreixen la part superior de la laringe.

### Sistema nerviós
Dos nervis que entren a la laringe per la part superior -nervi intern i nervi extern-.
Un nervi que entra a la laringe per la part inferior -nervi recurrent-.
Un nervi que passa pel costat, nervi vague.